# 塔拉卡尼夫
50°23′8″N 25°42′34″E / 50.38556°N 25.70944°E

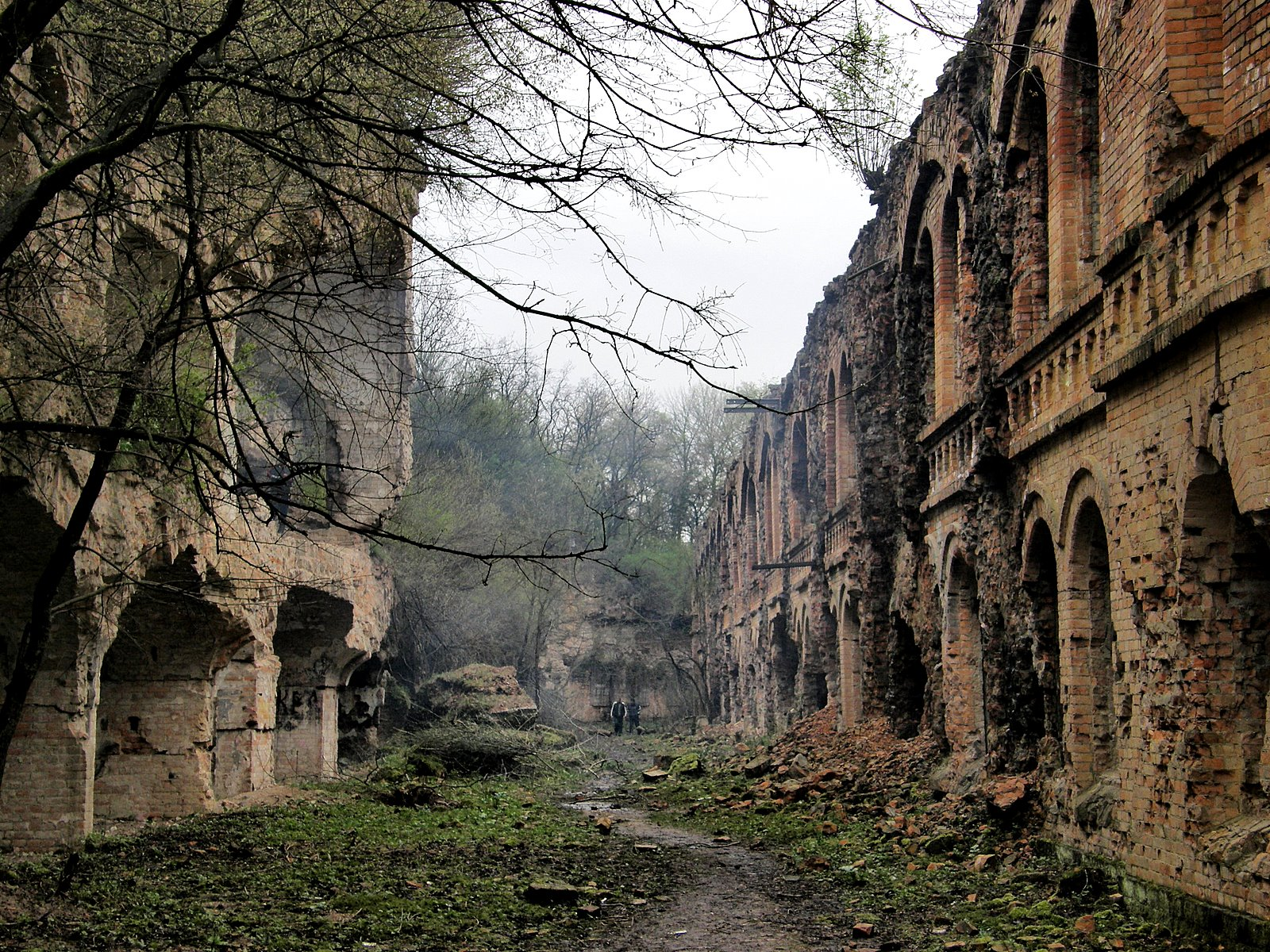
塔拉卡尼夫城堡

塔拉卡尼夫（羅馬化：Tarakaniv）是烏克蘭西北部羅夫諾州杜布諾區塔拉卡尼夫市镇内的村落及其行政中心。面積3.38平方公里，海拔高度197米，2001年人口1,634，人口密度每平方公里483.7人。